# Стоматологічний факультет Тернопільського національного медичного університету імені І. Я. Горбачевського
Стоматологічний факультет Тернопільський національний медичний університет імені І. Я. Горбачевського створений 2004 року.
Базою стоматологічного факультету є навчальні корпуси на вулиці Олени Теліги, 3, 7, а також стоматологічне відділення Тернопільської університетської лікарні та друге хірургічне відділення Тернопільського обласного клінічного онкологічного диспансеру.

## Історія
Стоматологічний факультет ТДМУ заснований 1 вересня 2004 року рішенням національної акредитаційної комісії Міністерства освіти і науки України з правом підготовки 100 фахівців освітньо-кваліфікаційного рівня «Спеціаліст» за спеціальністю 7.110106 «Стоматологія».
У січні 2006 року створена перша профільна кафедра стоматології. Студенти 2-го курсу стоматологічного факультету розпочали вивчення стоматологічних дисциплін — пропедевтики терапевтичної, дитячої та ортопедичної стоматології. Кафедру розмістили у навчальному корпусі на вулиці Руській, 12, а очолив її доктор медичних наук, професор Степан Черкашин. Навчальний процес на кафедрі забезпечували кандидат медичних наук Олександра Кольба, асистент Світлана Бойцанюк — пропедевтика терапевтичної стоматології; кандидати медичних наук ОЛександр Авдєєв — пропедевтика дитячої стоматології та Ернест Оконський — пропедевтика ортопедичної стоматології.
У вересні 2006 року кафедру стоматології реорганізували й створили три профільні кафедри: терапевтичної та дитячої стоматології, пропедевтики стоматологічних дисциплін та кафедру хірургічної та ортопедичної стоматології. У 2009/2010 навчальному році проведено реорганізацію кафедр і зорганізовано чотири профільні кафедри стоматологічного факультету — терапевтичної, хірургічної, ортопедичної та дитячої стоматології, які функціонують і нині.
Спеціальність «Стоматологія» акредитована за наказому МОН України № 3090л від 5 грудня 2014 року з ліцензійним обсягом 200 осіб.

## Сучасність
Навчальний процес забезпечують 49 викладачів чотирьох профільних кафедр стоматологічного факультету, серед яких 6 докторів та 31 кандидат медичних наук, здобувають знання 786 студентів, з яких 624 вітчизняних та 1430 іноземних. Всі кафедри факультету мають доступ до Інтернету, є власна бібліотека.
На всіх профільних кафедрах навчання здійснюється за стрічковою системою (2 і 3 курси) та системою «Єдиного дня» (4-5 курси). Викладання предметів проводиться українською та англійською мовами за кредитно-трансферною системою і типовими навчальними планами, затвердженими для спеціальності «Стоматологія» з дотриманням «Методичних рекомендацій для викладачів щодо організації навчального процесу в ТДМУ» та "Положення про організацію освітнього процесу в ДВНЗ «Тернопільський національний медичний університет імені І. Я. Горбачевського МОЗ України». Відповідно до типових програм колективами кафедр підготовлені робочі навчальні програми, методичні вказівки, банки тестових завдань, матеріали підготовки до лекцій та практичних занять, що розміщені на web-сторінках кафедр факультету.
Під час практичних занять, поряд із здобуванням різнобічних теоретичних знань з основних стоматологічних дисциплін, студенти опановують уміння практично застосовувати ці знання безпосередньо в клініці. Студентам самостійно обстежують пацієнтів, проводять діагностику і складають план лікування. Лікувальні маніпуляції студенти виконують після узгодження з лікарем діагнозу, обґрунтування вибору і детального обговорення методу лікування.
Щороку студенти стоматологічного факультету мають змогу проходити зимову виробничу практику у Вроцлавському медичному університеті (Польща).
Колектив стоматологічного факультету щорічно проводить науково-практичні конференції з актуальних питань стоматології, які проводяться у вересні на базі НОК «Червона калина». Університет є засновником науково-практичного журналу «Клінічна стоматологія», в якому публікуються статті та наукові праці, спрямовані на висвітлення нових досягнень у науці, освіті та практичній стоматології. Журнал увійшов до переліку наукових фахових видань України.
На факультеті діє студентське наукове товариство. Студенти беруть активну участь у науковій роботі за програмами «Студент — майбутній фахівець високого рівня кваліфікації» та «Студентська наука і профорієнтаційне навчання». Результати наукових досягнень студентів стоматологічного факультету висвітлені у доповідях та збірниках матеріалів щорічних Міжнародних медичних конгресах студентів та молодих вчених (Тернопіль), Всеукраїнських науково-практичних конференціях (Львів, Полтава, Харків, Дніпропетровськ, Ужгород) та Міжнародних науково-практичних конференціях (Казань, Самарканд).

## Кадровий склад
- Світлана Бойцанюк — декан стоматологічного факультету, кандидат медичних наук, доцент;
- Олена Шкумбатюк — заступник декана факультету, асистент кафедри терапевтичної стоматології, кандидат медичних наук;
- Світлана Росоловська — заступник декана факультету, доцент кафедри ортопедичної стоматології, кандидат медичних наук.

Інспекторат деканату: Галина Сиротюк, Олександра Ющук.

### Декани
- Степан Черкашин — 2004—2006,
- Олександр Авдєєв — 2006—2008,
- Ярослав Нагірний — 2008—2014,
- Світлана Бойцанюк — від 2015.

## Вчена рада факультету
Склад вченої ради стоматологічного факультету на 2016/2017 навчальний рік:
- професор Я. Нагірний — голова,
- доцент Світлана Бойцанюк — заступник,
- доцент Н. Чорній — секретар,
- професор Ілля Герасимюк,
- професор Олександр Авдєєв,
- професор Михайло Лучинський,
- професор Л. Олещук,
- професор І. Криницька,
- доктор медичних наук Петро Гасюк,
- доктор медичних наук Н. Гевкалюк,
- доцент Є. Дмухальська,
- доцент М. Творко,
- доцент Ю. Андрейчин,
- доцент Н. Ярема,
- доцент М. Якимець,
- доцент О. Стаханська,
- доцент В. Пида,
- доцент Л. Скакун,
- доцент С. Росоловська,
- доцент О. Андріїшин,
- доцент Я. Фурдела,
- доцент Ольга Яремчук,
- доцент Ю. Бандрівський,
- доцент Петро Лихацький,
- кандидат медичних наук М. Гембаровський,
- кандидат медичних наук М. Левків,
- кандидат медичних наук А. Демкович,
- студентка ІІІ курсу І. Мерва,
- студентка IV курсу Ю. Козуб,
- студентка V курсу Ю. Солтисюк,
- студентка V курсу А. Чикита.

## Підрозділи
Сучасний факультет складається з 4 кафедр:

### Кафедра терапевтичної стоматології
Базовою кафедрою на стоматологічному факультеті є кафедра терапевтичної стоматології, очолювана доктором медичних наук, професором Михайлом Лучинським. На кафедрі є фантомний клас, оснащений сучасними тренажерами для засвоєння та вдосконалення практичних навичок.
21 квітня 2016 року на кафедрі відбувся Всеукраїнський конкурс професійної майстерності студентів «Фахівець-2016».

### Кафедра хірургічної стоматології
Кафедра хірургічної стоматології], яку очолює доктор медичних наук, професор Ярослав Нагірний, розміщена на базі стоматологічного центру, стоматологічного відділення Тернопільської університетської лікарні і Тернопільського обласного клінічного онкологічного диспансеру, де знаходяться навчальні кімнати, кабінети для надання амбулаторної хірургічної допомоги, операційна.

### Кафедра ортопедичної стоматології
Кафедру ортопедичної стоматології очолює доктор медичних наук, доцент Петро Гасюк.

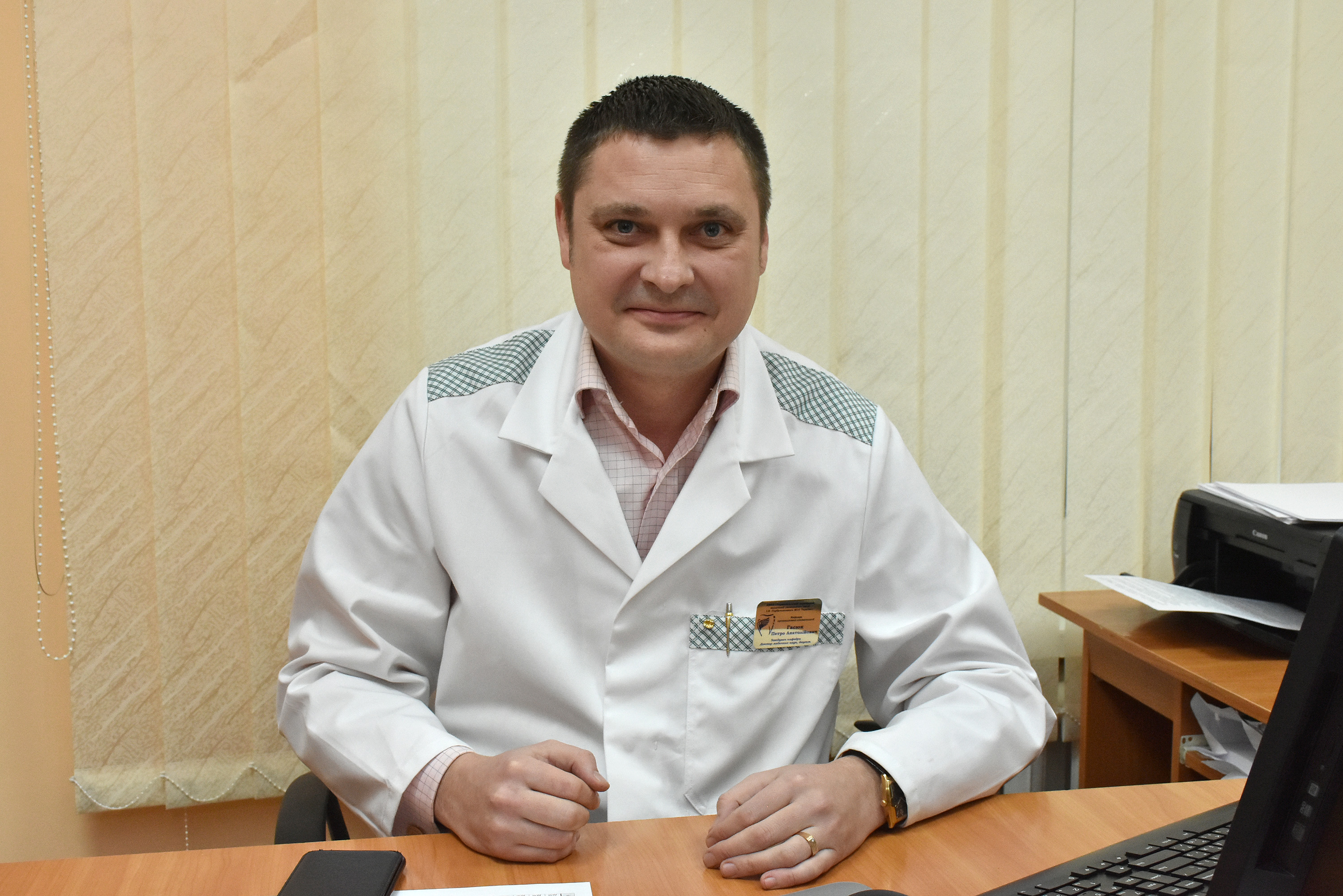
Завідувач кафедри ортопедичної стоматології, доктор медичних наук Петро Гасюк

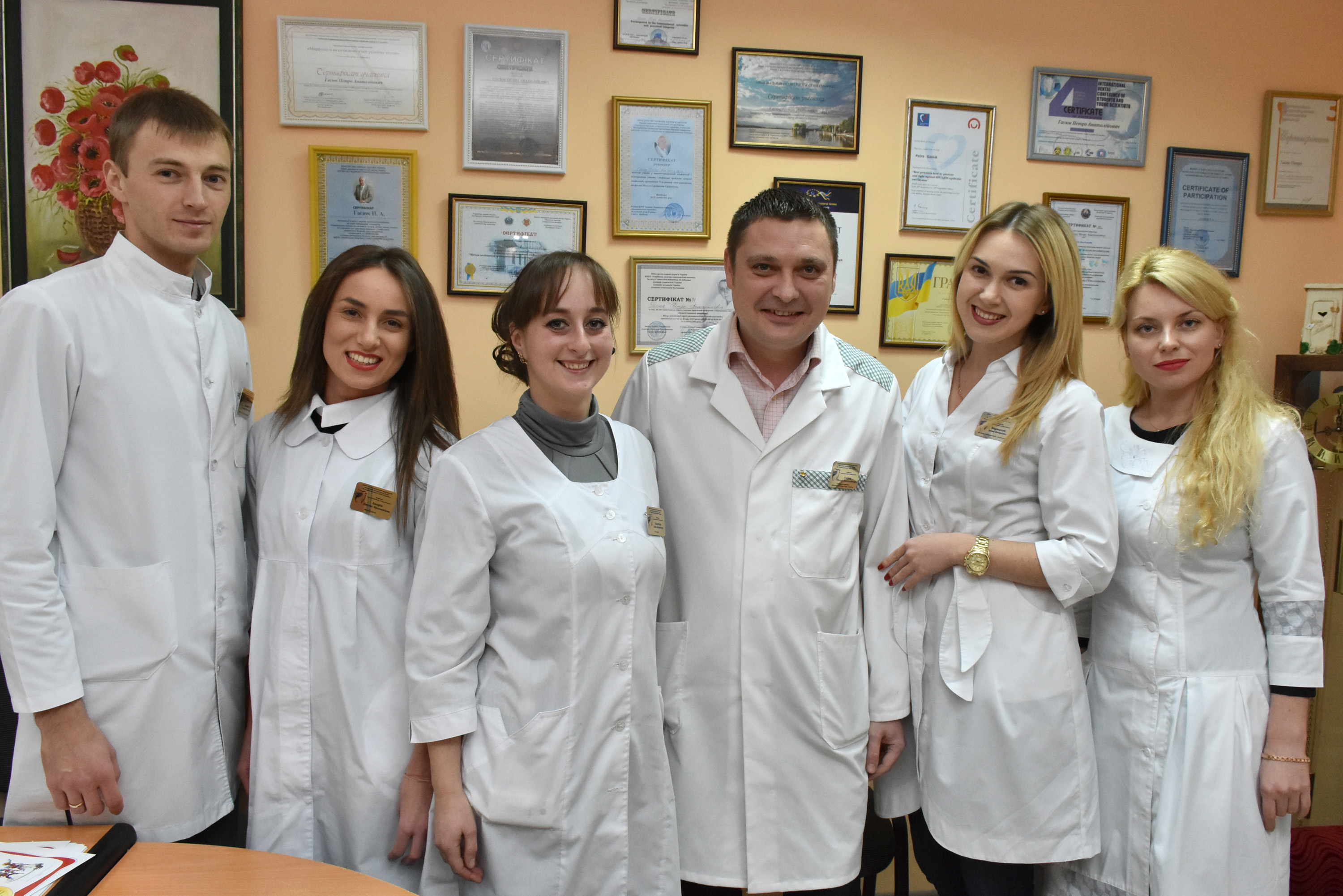
Колектив кафедри ортопедичної стоматології

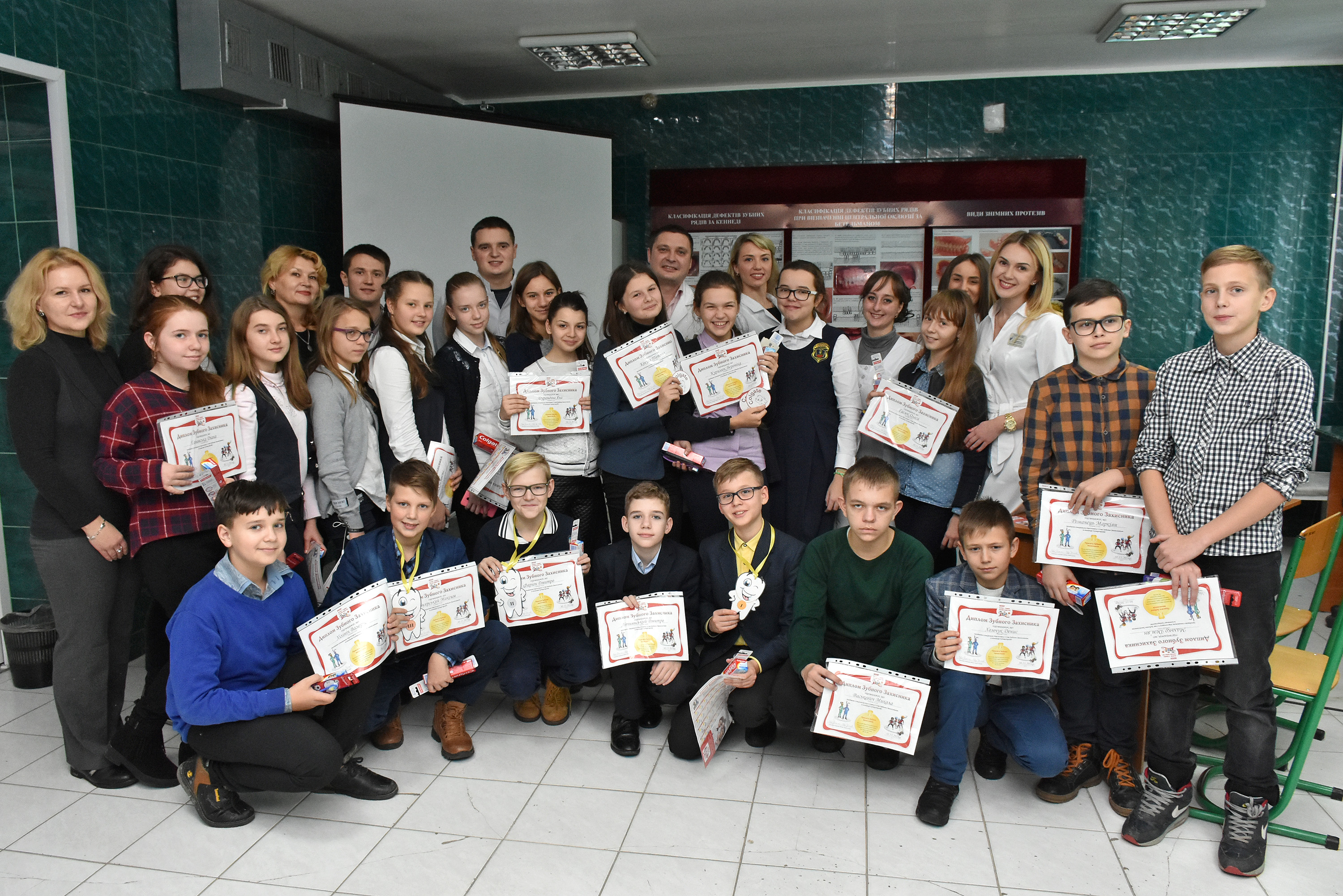
Майстер-клас гімназистам

З вересня 2013 року кафедру очолює доктор медичних наук, доцент Петро Анатолійович Гасюк.
З метою оптимізації навчального процесу для студентів ІІ—V курсів, колектив кафедри бере активну участь у розробці та виданні навчально-методичної літератури.
Викладачі кафедри — куратори академічних груп 5 курсу стоматологічного факультету. За планом проводять зустрічі зі студентами, де звертають увагу на підвищення загальної культури, моральне і фізичне вдосконалення, виховання кращих якостей громадянина, формування національної свідомості. Для цього організовано відвідування музеїв, театрів, зустрічі з громадськими діячами та видатними фахівцями університету. Викладачі регулярно відвідують студентські гуртожитки з метою ознайомлення з побутовими умовами проживання студентів, беруть активну участь у виховних заходах університету.
Основна мета виховної роботи реалізується шляхом спільної навчальної, наукової, творчої діяльності колективу кафедри і студентів. Значну увагу колектив кафедри приділяє вихованню майбутніх спеціалістів, залучаючи їх до науково-дослідної роботи, виступів на конференціях, участі у виставках та конкурсах.
Результати науково-дослідних робіт застосовуються для лікування хворих на кафедрі, а також впроваджуються в практику охорони здоров'я шляхом консультацій, публікацій у періодичних виданнях, доповідей на стоматологічних товариствах, а також на Всеукраїнських, обласних та районних стоматологічних конференціях.
Вищевказане в сукупності з традиційними методами навчання, служить вдосконаленню викладання, зобов'язує студентів та викладачів освоювати нові технології навчання та допомагає підвищити рівень підготовки студентів стоматологічного факультету, що неодмінно вплине на рівень надання ортопедичної допомоги населенню.

### Кафедра дитячої стоматології
Кафедру дитячої стоматології очолює доктор медичних наук, професор Олександр Авдєєв.